# ماكدونل دوغلاس إم دي-80
ماكدونل دوغلاس إم دي-80 ،(بالإنجليزية: McDonnell Douglas MD-80)‏، هي طائرة نفاثة مدنية ثنائية المحرك متوسطة المدى ضيقة البدن، أنتجتها شركة ماكدونال دوغلاس لصناعة الطائرات. وهي نسخة مطورة من طراز دي سي 9.

## تطوير
صممت في عام 1970، وكان أول طيران لها في 18 أكتوبر 1979، وهي نسخة محسنة لطائرة DC 9، وأول رحلة لها كانت في 8 أبريل 1963. مع شركة الخطوط الجوية السويسرية التي كانت أول من استخدم هذه الطائرة وكان ذلك في 5 أكتوبر 1980. وتعرف تحت اسم دي سي-9 سوبر 80 (DC-9 Super 80).

## نماذج مختلفة

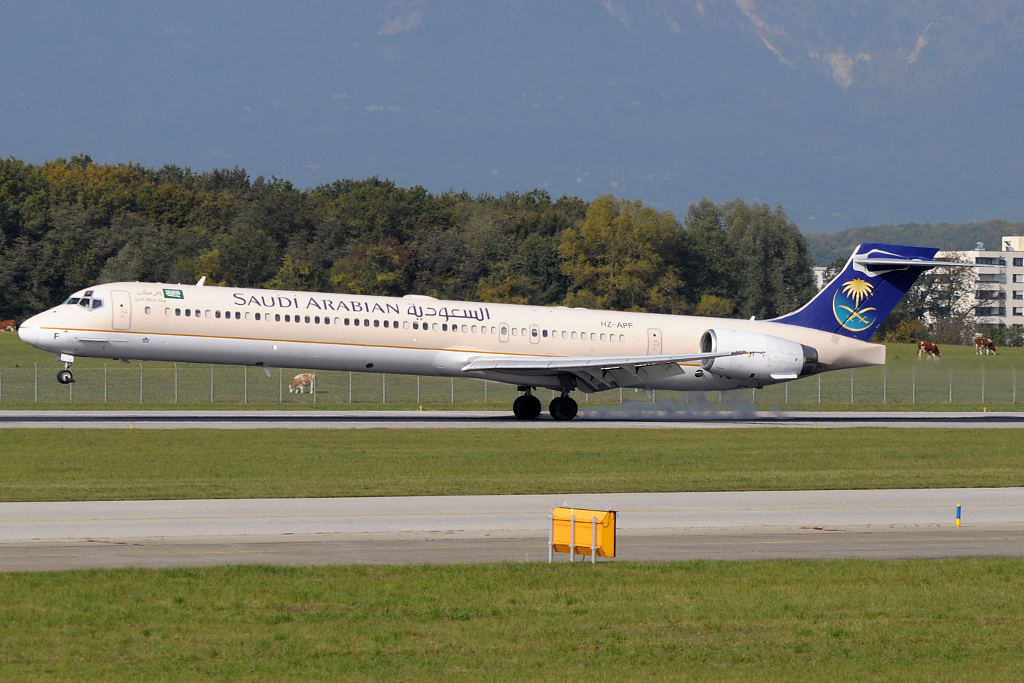
طائرة الخطوط السعودية من طراز ماكدونل دوغلاس إم دي-90 ، تهبط في مطار جنيف

قامت شركة ماكدونال دوغلاس بتقديم سلسلة مطورة من هذه الطائرة حيث أنتجت (أم دي-81) وأم دي-82) و (أم دي-83) و (أم دي-87) و (أم دي-88) وجميعها لها نفس طول جسم الطائرة (أم دي-80) باستثناء الطائرة (أم دي-87)التي تم تقصير طولها. وفي عام 1995م قامت ماكدونال دوغلاس بتطوير كبير لهذه الطائرة وادخلت عليها الكثير من الأنظمة الإلكترونية واطلقت عليها مسمى إم دي-90. وفي عام 1997م تم دمج شركة ماكدونال دوغلاس والتي كانت تعاني من صعوبات مالية قاسية مع منافستها العملاقة بوينغ والتي قامت بتحوير الطائرة (إم دي-90)الي مسمى (إم دي-90/بوينغ) بعد أجراء تعديلات طفيفة عليها. ومن ثم أجرت عليها بعض التعديلات وقامت بتسويقها تحت مسمى (بوينغ 717) ولتي حققت مبيعات منخفضة وغير متوقعة مما عجل بوينغ في انهاء هذه الطائرة وايقاف إنتاجها. وصنع من السلسلة هذه مامجموعة 1191 طائرة تم تشغيلها من قبل الشركات العالمية ومنها الخطوط الجوية العربية السعودية والتي طلبت عام 1997م 29 طائرة من طراز (إم دي-90) واستمرت في الخدمة من عام1999م حتى تم إخراجها من الخدمة عام 2010م.
|                            | MD-81                       | MD-82/-88                      | MD-83                       | MD-87                        | MD-90-30ER              |
| الركاب (فئة واحدة)         | 172                         | 172                            | 172                         | 139                          | 172                     |
| الوزن الأقصى (بالكيلوغرام) | 64,000 كغم                  | 67,800 كغم                     | 72,600 كغم                  | 64,000 كغم                   | 70,760 كغم              |
| المدى                      | 2900 كم (1570 ميل بحري)     | 3800 كم (2050 ميل بحري)        | 4600 كم (2500 ميل بحري)     | 4400 كم (2400 ميل بحري)      | 4425 كم (2750 ميل بحري) |
| سرعة العبور                | 811 كم/س (504 ميل)          | 811 كم/س (504 ميل)             | 811 كم/س (504 ميل)          | 811 كم/س (504 ميل)           | 812 كم/س (504 ميل)      |
| الطول (بالمتر)             | 45,1                        | 45,1                           | 45,1                        | 39,7                         | 46,5                    |
| باع الجناح (بالمتر)        | 32,8                        | 32,8                           | 32,8                        | 32,8                         | 32,87                   |
| الارتفاع (بالمتر)          | 9,05                        | 9,05                           | 9,05                        | 9,3                          | 9,4                     |
| المحركات                   | محركان برات & وتني JT8D-209 | محركان برات & وتني JT8D-217A/C | محركان برات & وتني JT8D-219 | محركان برات & وتني JT8D-217C | محركان (IAE) V2525-D5   |
| الوزن (بالكيلوغرام ثقلي)   | 8,391                       | 9,072                          | 9,525                       | 9,072                        | 11,340                  |

## حوادث

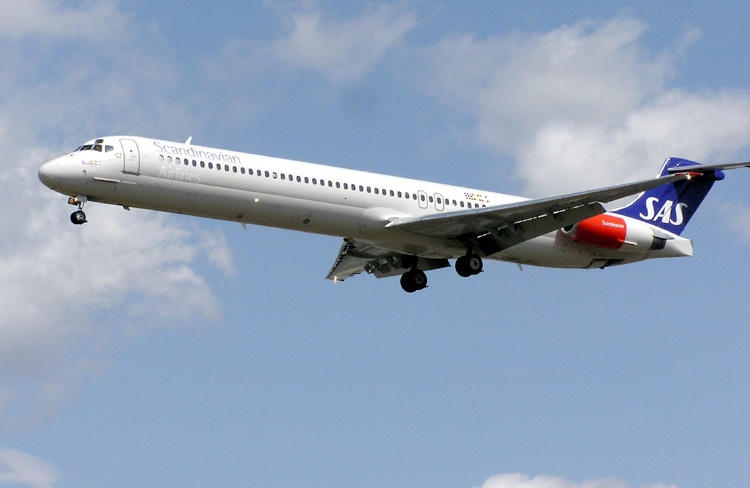
MD-82 من ساس في لندن إلى هيترو

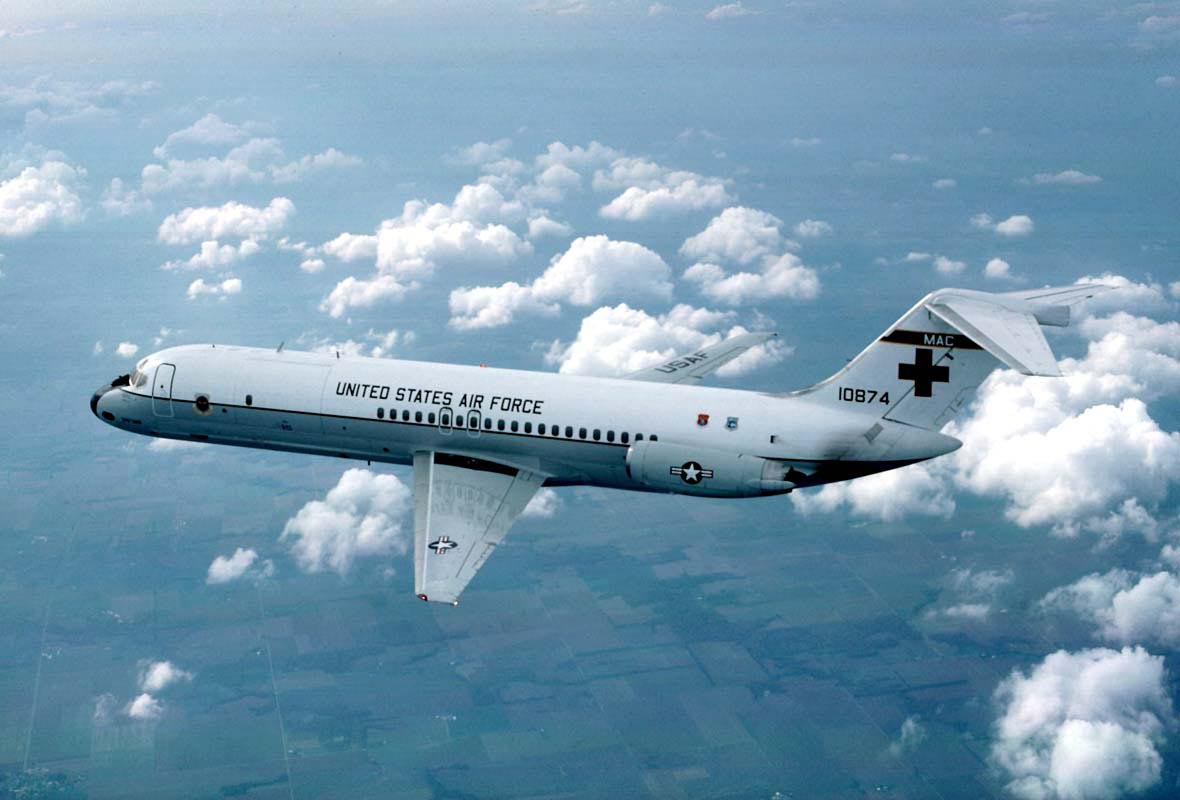
C-9 ،نسخة عسكرية من DC-9-30

- في 20 أغسطس 2008 : طائرة (MD-82) التابعة للطيران الإسباني، مسجلة لدى (EC-HFP) لرحلة طيران (JK5022) من مدريد إلى لاس بالماس، وكان 172 شخصا على متنها. لم يتم إقلاع الطائرة بالشكل الصحيح، فأصبحت السرعة منخفضة مما جعلها تخرج عن المدرج على اليمين، فضربت الأرضية، ثم انقسمت إلى نصفين قبل نهاية المدرج.

الطائرة أقلعت حتى 12 مترا، وبعد ذلك عادت وسقطت، لأن لوحات وشرائح الأجنحة لم يتم نشرها خارجا عند الإقلاع. وقام المنبه بالتحذير لهذا الوضع في ذراع تحكم مراقبة المفاعل الذي دُفع فلم يعمل. نتيجة لهذا الحادث، توفي 154 ضحية وأصيب 18 راكبا وفقا للسلطات.
- في 30 نوفمبر 2007 : اصطدام طائرة (MD-83) تابعة لشركة أطلس جت في تركيا قبل وقت قصير من الهبوط في مطار اسبرطة. خلف الحادث 57 ضحية منهم 7 من أفراد الطاقم
- في 16 سبتمبر 2007 : اصطدام طائرة (MD-82) تابعة للشركة «وان تو قو» (One Two Go)، عند هبوطها في مطار بهيكات في تايلاند. سقط 89 راكب من مجموع 130 راكب للرحلة (OG 269).
- في 16 أغسطس 2005 : اصطدام طائرة (MD-82) التابعة لشركة واست كاراييبن (West Caribbean) في منطقة جبلية في شرق فنزويلا بالقرب من الحدود الكولومبية، ومات 161 شخص.
- في 31 يناير 2000 : اصطدام لطائرة (MD-83) التابعة لشركة الخطوط الجوية الألاسكية (Alaska Airlines) قبالة لوس أنجلس، الرحلة كانت من بويرتو- فلارتا إلى سان فرنسيسكو. الحادث كان بسبب إهمال للصيانة وعدم تغيير الزيوت من قبل الجهاز الفني للشركة. وكان يتعرض الموضوفون لظغوط تجارية من قبل إدارة الشركة والتي تدعوهم إلى التقليل من وقت الصيانة والتعهد بالتنقيحات التقنية لضمان الاستقرار المالي لهذه الشركة، والذي راح ضحيته أكثر من 80 شخصا
- في 3 يونيو 2012 : سقوط لطائرة (MD-83) التابعة لشركة دانا أير النيجيرية على مبنى بأحد الأحياء بضواحي لاجوس - الرحلة كانت من أبوجا إلى لاجوس، الحادث كان بسبب إهمال الصيانة، وراح ضحيته أكثر من 150 شخصا.
- في 24 يوليو عام 2014، تحطمت طائرة من نوع ماكدونل دوغلاس أم دي-83، تابعة للخطوط الجوية الجزائرية في رحلتها رقم 5017، بالقرب من مدينة غوسي في مالي، وذلك بعد خمسين دقيقة من إقلاعها من واغادوغو متجهة إلى الجزائر. ونتج عن الحادث وفاة جميع ركابها وطاقمها والبالغ عددهم 116.

## وصلات خارجية
- مقالة خاصة بحادثة 30 نوفمبر 2007
- موقع يتضمن جميع حوادث الطائرات منذ سنة 2000
- وصف ظروف وقوع حادث 31 يناير سنة 2000